# Eumenes fulvoides
Eumenes fulvoides är en stekelart som beskrevs av Giordani Soika 1949. Eumenes fulvoides ingår i släktet krukmakargetingar, och familjen Eumenidae. Inga underarter finns listade i Catalogue of Life.